# Новый Акатуй
Новый Акатуй — село в Александрово-Заводском районе Забайкальского края, рядом расположено село Старый Акатуй.

## Название
Название Акатуй происходит от одноименной горы, которая является самой высокой среди множества горных массивов, расположенных в этом районе и происходит от бурятского Аха или Ахата, что означает «старший».

## История
Здесь в 1815 году был открыт серебро-свинцовый рудник, а с 1832 года по 1917 год в селе находилась Акатуйская каторжная тюрьма. С 1890 года преобразована в каторгу для политических преступников. С 1911 года — женская тюрьма. Летом 1917 года тюрьма была уничтожена.
- В 1895 году в Акатуе было 145 дворов, проживало 995 человек, из них в возрасте от 17 до 55 лет — 262. Под пашней было занято 252 десятины земли, под огородами — 300. Числилось: 491 лошадь, 190 коров, 760 овец, 170 свиней, 810 кур.

Население
| 1895 | 1989  | 2002 | 2010 | 2021 |
| ---- | ----- | ---- | ---- | ---- |
| 995  | ↗1450 | ↘866 | ↘732 | ↘552 |

## Разное
Входит в Перечень населенных пунктов Забайкальского края, подверженных угрозе лесных пожаров

## Люди, связанные с селом
В Новом Акатуе родился Иван Белокрылов — поэт, переводчик, член Союза писателей Москвы, Союза переводчиков России и независимой писательской ассоциации «Лютня Ориолы», лауреат Большой премии Международного литературного фонда имени Милана Фюшта Венгерской академии наук.